# Roland Rainer
Roland Rainer (1. května 1910 – 10. dubna 2004) byl rakouský architekt.

## Život
Narodil se 1. května 1910 v Klagenfurtu. Vystudoval Technickou vysokou školu ve Vídni (TU Wien). Jeho diplomová práce se týkala vídeňského náměstí Karlsplatz. Poté opustil Rakousko a navštívil Nizozemsko a německé hlavní město Berlín. Zde se stal členem vládnoucí Nacistické strany a ve svých teoretických pracích podporoval její politiku. Po druhé světové válce se vrátil do Rakouska, kde pokračoval v psaní. Napsal své nejznámější dílo Urban design prose.

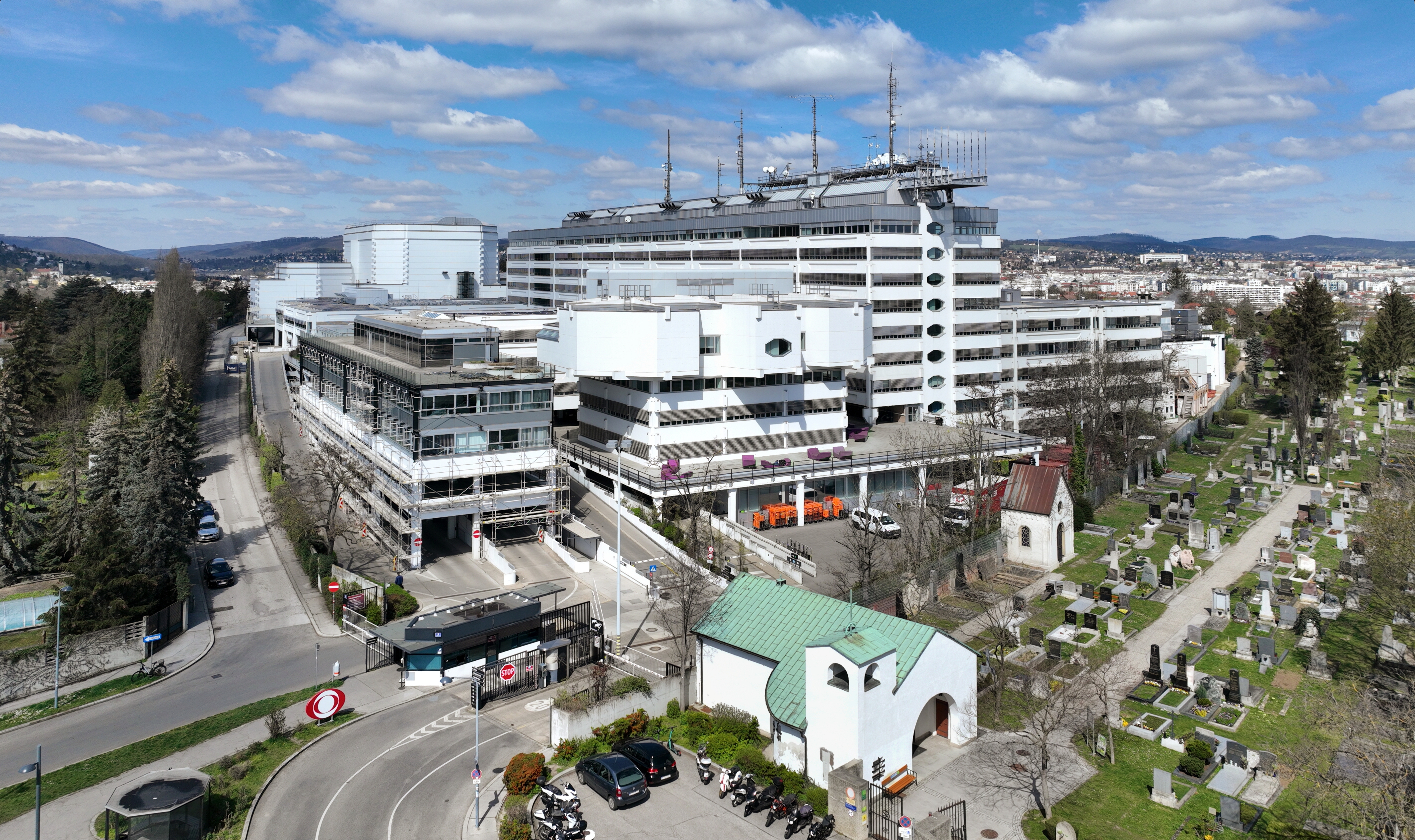
Centrum ORF v Küniglbergu ve Vídni

Často vyučoval na známých evropských univerzitách. V roce 1953 se stal profesorem na Technische Hochschule Hannover (nyní Leibnizova univerzita Hannover), kde učil bydlení, urbanismus a územní plánování. Následující rok učil stavební inženýrství na Technische Hochschule Grat (nyní Technická univerzita Štýrský Hradec) a rovněž vedl školu architektury na Akademii výtvarných umění ve Vídni.
V letech 1956–1962 vzniklo jedno z jeho nejvýznamnějších děl, Wiener Stadthalle. Dne 1. července 1958 byl pověřen vídeňskou městskou radou vypracováním územního plánu. Od roku 1987 byl předsedou kuratoria pro umění Rakouské dekorace pro vědu a umění. Byl také stálým kritikem ničení životního prostředí a špatných staveb. V roce 1967 se zúčastnil mezinárodní soutěže na urbanistickou koncepci městské části slovenské Bratislavy, pojmenované Petržalka.